# Otoya Yamaguchi
Otoya Yamaguchi (山口 二矢, Yamaguchi Otoya) né le 22 février 1943 à Tokyo et mort le 2 novembre 1960 dans la même ville, est un militant politique et étudiant japonais, assassin d'Inejiro Asanuma.

## Biographie

### Origine
Otoya Yamaguchi est le petit-fils de l'écrivain populaire Murakami Namiroku. Il est élevé par un père strict et un frère aîné qui sert dans les Forces japonaises d'autodéfense.
En 1959, à l'âge de 16 ans, Otoya Yamaguchi devient membre du parti d'extrême droite Uyoku dantai fondé par Satoshi Akao. L'année suivante, il étudie dans l'université privée de Bunka Daito.
Le 12 octobre 1960, armé d'un wakizashi, Otoya Yamaguchi assassine le chef du Parti socialiste japonais Inejirō Asanuma pendant un débat politique au Hibiya Hall de Tokyo.

### Les circonstances du meurtre
Selon Yasushi Nagao, tandis que la police est en train de chasser les éléments perturbateurs, Otoya Yamaguchi vêtu de son uniforme d'étudiant s'élance vers la scène et enfonce la lame de son wakizashi dans l'abdomen d'Inejirō Asanuma. Pris dans l'élan, les deux hommes se retrouvent derrière l'estrade et Yamaguchi assène un deuxième coup de sabre court sur le ventre du leader socialiste (communiste). C'est ce second coup que le photographe japonais Yasushi Nagao a pris en photo.

### Le suicide
Trois semaines après le meurtre d'Asanuma, alors qu'il est enfermé dans un centre de détention pour délinquants juvéniles de Tokyo, Otoya Yamaguchi inscrit avec du dentifrice sur le mur de sa cellule « sept vies pour mon pays, dix mille années pour sa Majesté l'Empereur », faisant ainsi référence au samouraï Kusunoki Masashige, puis se suicide en se pendant avec ses draps.

## Postérité
Le photographe Yasushi Nagao immortalise l'assassinat sur papier. Yasushi Nagao est le premier non-Américain à recevoir le prix Pulitzer. Le cliché remporte la récompense du World Press Photo en 1961.
Kenzaburō Ōe écrit en 1961 la nouvelle Ainsi mourut l’adolescent politisé (政治少年死す), inspirée de la vie d'Otoya Yamaguchi.
En 2012, l'acteur japonais Soran Tamoto joue le rôle de Otoya Yamaguchi dans un film japonais intitulé 25 novembre 1970 : le jour où Mishima choisit son destin de Koji Wakamatsu.